# Medienökonomie
Die Medienökonomie erklärt, wie Wettbewerb und Märkte von, für und durch Medien entstehen und funktionieren.

## Funktion
Die Medienökonomie dient der Auseinandersetzung mit der Frage der bestmöglichen Versorgung der Wirtschaftssubjekte mit knappen Gütern des Mediensektors (Knappheit als Initiator des Wirtschaftens) gemäß ihren individuellen Präferenzen (methodologischer Ansatz) bei gegebenen Mitteln. Güter des Mediensektors sind Informationen, Unterhaltung und Werbebotschaften. Die Versorgung der Wirtschaftssubjekte mit Mediengütern übernehmen in der Regel Medienunternehmen. Solche Unternehmen beschäftigen sich professionell und dauerhaft – in der Mehrzahl der Fälle auch kommerziell, d. h., mit Gewinnerzielungsabsicht – mit der Sammlung, Produktion und Verteilung von Mediengütern.

## Die Herausforderungen

### Mangelhafte Finanzierbarkeit der Güter
Publizistische Inhalte haben einen Rivalitätsgrad von Null, d. h., sie können von vielen Nachfragern (gleichzeitig) genutzt werden, ohne dass der Nutzen des Inhalts sinkt. Es gibt keine Rivalität im Konsum. Auch der Exklusionsgrad publizistischer Inhalte ist zumindest nach der Erstveröffentlichung des Inhalts gleich Null. Die Nachfrager können nicht mehr vom Nutzen des Inhalts ausgeschlossen werden. Daher gelten Mediengüter in der Mehrzahl der Fälle als öffentliche Güter oder als Klubgut. So ist beispielsweise eine Rundfunksendung im frei empfangbaren Rundfunk ein öffentliches Gut und das Programm eines Pay-TV-Senders ein Klubgut.
Insbesondere öffentliche Güter haben den Nachteil, dass sie Trittbrettfahrerverhalten initiieren. Das bedeutet, dass Nutzer nicht ihre Präferenzen aufdecken, wie wichtig ihnen der Konsum des Mediums ist bzw. wie viel ihnen der Konsum wert ist. Sie werden ihre Zahlungsbereitschaft nicht offenbaren, weil sie die Inhalte auch kostenlos konsumieren können. Auch wenn der Konsum, wie im Falle eines Klubguts, von jemandem entgeltlich erworben werden muss, können wegen der fehlenden Konsumrivalität beliebig viele andere das Gut mitnutzen (vgl. Pay-TV-Programm oder eine Zeitungsausgabe). Damit haften gerade den Gütern der Massenmedien Finanzierungsprobleme an. Denn kein privates Unternehmen wird sein eigenes Kapital einsetzen, um Güter zu produzieren, die Nachfrager unentgeltlich konsumieren können. bzw. für die sie nicht ausreichend von den Nutzern entlohnt werden.
Die Problemlösung bietet die Unterbringung von Werbung innerhalb der redaktionellen Inhalte an. Werbebotschaften stellen sogenannte private Güter dar. Es besteht die Ausschlussmöglichkeit vom Nutzen und es besteht Nutzenrivalität: Will ein Unternehmen Werbung schalten, muss es dafür bezahlen und der durch die Werbung eingenommene Platz steht anderen Werbungstreibenden nicht mehr zur Verfügung. Deswegen werden viele Medienprodukte als Verbundprodukte (redaktioneller Inhalt plus Werbebotschaften) vermarktet. Die Finanzierungslücke wird durch Werbeumsätze gefüllt. Diese Finanzierungsform führt allerdings schnell zu gesellschaftlichen Problemen, spätestens dann, wenn die Interessen der Konsumenten mit denen der Werbetreibenden in Konflikt geraten und das Medienunternehmen entscheiden muss, wessen Interessen Vorrang eingeräumt werden sollen.

### Medien als Leistungsträger
„Medien sind bivalente (zweiwertige) Güter, d. h. immer und ohne Ausnahme zugleich Kulturgut und Wirtschaftsgut. Als Kulturgut sind sie Ausdruck menschlicher Schaffenskraft. Als Wirtschaftsgut sind sie Ausdruck menschlicher Konsumbedürfnisse.“ Ihre publizistische Dimension liegt darin, dass sie redaktionelle Inhalte und Werbebotschaften transportieren. Ihre ökonomische Dimension liegt darin, dass sie Kostenträger sind und Erlöspotenzial tragen können. Dreiskämper spricht von der Bivalenz der Mediengüter. Altmeppen und Karmasin bezeichnen dies als „Janusgesichtigkeit der Medien“.

### Medien als Funktionsträger
„Medien sollen einerseits Bedürfnisse nach Information, Unterhaltung etc. effektiv und effizient befriedigen und andererseits gesellschaftsrelevante Funktionen ausüben.“ Aus diesen beiden Facetten können Identitäts- oder Aufgabendefinitionsstörungen entstehen. Was ist im Konfliktfall höher zu bewerten: die Funktion, Individualbedürfnisse zu befriedigen oder die systemrelevanten Funktionen, die Medien im Hinblick auf die Gesellschaft erfüllen? Diese Konflikteigenschaft wird unter dem Begriff der „Dissoziativität der Mediengüter“ diskutiert.
Da sowohl die Bivalenz als auch die Dissoziativität der Medien auch auf die Leistungen und Funktionen der Medienunternehmen und der Medienbranchen übertragen werden können, gestaltet es sich schwierig, die Medienökonomie als Wissenschaft eindeutig zu verorten. In der herrschenden Literatur wird sie entweder den Wirtschaftswissenschaften oder der Publizistik bzw. den Kommunikationswissenschaften zugeordnet.

## Wissenschaftsdisziplinäre Abgrenzung
In der wissenschaftsdisziplinären Verortung der Medienökonomie geht es um die Frage nach ihrem Selbstverständnis.

### Die betriebswirtschaftliche Sicht auf die Medienökonomie
Wirtschaftsinformatiker wie Matthias Schumann und Thomas Hess verstehen die Medienwirtschaft als einen Industrie- und Dienstleistungssektor, in dem das ökonomische Prinzip wertfrei zu verfolgen sei. Sie beschäftigen sich mit der „Ökonomie der Medien“ aus betriebswirtschaftlicher Sicht (genauer: mit der Ausgestaltung einer Medienbetriebslehre als spezielle Betriebswirtschaftslehre) und stellen eher sehr praxisrelevante betriebswirtschaftliche Analysen ins Zentrum ihres Interesses.
Dass insbesondere die Medienwirtschaft von Schumann und Hess im Zeichen der betriebswirtschaftlichen Tradition des ökonomischen Prinzips steht, zeigt sich deutlich: „In dem hier zugrunde gelegten Grundverständnis kommen der Betriebswirtschaftslehre zwei Aufgaben zu: Erklären und Gestalten. Erklären bedeutet, Erklärungsmuster für real feststellbare Phänomene zu finden, z. B. den Verkaufserfolg von Büchern auf Merkmale wie Genre, Thema, Autor etc. zurückzuführen. Gestalten bedeutet, Vorschläge für die betriebliche Realität zu entwickeln, so z. B. zur Ausgestaltung eines Online-Angebots für eine bestimmte Zielgruppe. Sowohl beim Erklären als auch beim Gestalten sind unter Umständen Erkenntnisse von Nachbardisziplinen zu berücksichtigen, so z. B. Verhalten von Konsumenten beim Bücherkauf oder den technischen Möglichkeiten zur Nutzung des Internets. Immer müssen ökonomische Ziele der Bezugspunkt sein. Im Kontext der Medienwirtschaft war dies nicht immer der Fall.“ Die Autoren zielen in ihrer Einschätzung auf die Vergangenheit ab, in der die Notwendigkeit einer speziellen Ökonomie der Medien aus Mangel an besonderem Interesse seitens der Wirtschaftswissenschaften eher im Bereich der Publizistik oder der Kommunikationswissenschaft angesiedelt wurde.
Breyer-Mayländer und Werner begegnen den Herausforderungen der betriebswirtschaftlich orientierten Medienwirtschaft etwas offener und liefern damit einen spezifischeren Ansatz. Sie sehen die Medienökonomie „als spezielle Betriebswirtschaftslehre mit besonderer gesellschaftlicher Verantwortung.“

### Die mikroökonomische Sicht auf die Medienökonomie
Die gesellschaftliche Verantwortung der Medien sieht auch Heinrich. Er führt den betriebswirtschaftlichen Ansatz aber qualitativ wesentlich weiter und spricht von einer von mikroökonomischen Erkenntnisinteressen geprägten Disziplin: „Medienökonomie untersucht, wie die Güter Information, Unterhaltung und Verbreitung von Werbebotschaften in aktuell berichtenden Massenmedien produziert, verteilt und konsumiert werden.“ Dieser Definition folgend, ist die Medienökonomie eine spezielle mikroökonomische Theorie der Massenmedien. Massenmedien sind „in die Gesellschaft eingebettete Medienorganisationen und die von diesen verbreitete massenmediale öffentliche Kommunikation.“ Im weitesten Sinne geht es also in Heinrichs Medienökonomie um die Ökonomie des Journalismus.
Einen breiteren, über den Journalismus hinausgehenden Blickwinkel sehen Beyer und Carl. Sie betrachten vor allem die grundsätzlichen wirtschaftlichen Zusammenhänge, die Medienmärkte und Medienunternehmen verbinden und prognostizierbar machen: „Es handelt sich somit um die volks- und betriebswirtschaftliche Analyse des Mediensektors [...]. Ökonomische Theorien und Erkenntnisse werden auf den Medienbereich angewandt, für ihn nutzbar gemacht und gegebenenfalls modifiziert.“
Damit beinhaltet eine Medienökonomie als separate Wissenschaftsdisziplin mehr als eine auf Massenmedien gerichtete Perspektive, denn der Untersuchungsgegenstand wird nicht mehr auf den Journalismus beschränkt, sondern bezieht darüber hinaus auch die anderen medial ausgerichteten Branchen (bspw. den Online-, Musik- und Games-Sektor) mit ein. Medienökonomie wird damit – ergänzt durch sektorale Erkenntnisinteressen – zur Industrieökonomik. Der grundlegende Unterschied zur allgemeinen Mikroökonomie ist die Tatsache, dass die Haushalte aus ihren indirekten Gütern mit Hilfe einer Haushaltsproduktionsfunktion direkte Güter herstellen. Dies geschieht anhand von Kapital (Humankapital, Sachkapital, weiteres Sachkapital usw.). Unter Opportunitätskostenaufwand werden diese Güter an den "produzierenden" Haushalt verkauft. Die Haushalte übernehmen vorübergehend die Unternehmerrolle und verkaufen die produzierte Ware gegen Opportunitätskosten an sich selbst.

### Die managementorientierte Sicht auf die Medienökonomie
Bernd W. Wirtz (2013), Martin Gläser (2010) sowie Matthias Karmasin und Carsten Winter (2000) nähern sich der Medienökonomie über die Perspektive des Managements. Sie setzen sich also mit der Führung und Steuerung von Medienunternehmen auseinander. In ihrem Sinne habe die Medienökonomie insbesondere die Spezifika von Medien, Medienangeboten und Medienunternehmen aufzuzeigen. „Dabei unterstreichen sie allerdings, und im Gegensatz zur allgemeinen Managementtheorie (z. B. Staehle 1999), besonders den besonderen Verantwortungscharakter, der im besonderen Charakter von Mediengütern als Kulturgüter begründet wird.“ Karmasin und Winter weisen hier aber ausdrücklich relativierend darauf hin, dass eine umstandslose Annäherung der Medienökonomie über die traditionelle Betriebswirtschaftslehre als problematisch anzusehen sei. Dieser Schlussfolgerung wohnt allerdings eine Bewertung inne, die den orthodoxen Boden der Ökonomie verlässt. Sie öffnet den Blickwinkel auf die Medienökonomie als eine zwar mit dem Instrumentarium einer ökonomischen Wissenschaft ausgestattete Disziplin, aber auch als eine mit einem deutlich polit-publizistisch ausgerichteten Erkenntnisinteresse.
Ausschlaggebend für die mögliche Dominanz des „ökonomischen oder publizistischen Normenkatalogs“ (Kiefer spricht von „Systemrationalitäten“) ist schließlich aber nicht ein bestimmter sektoralökonomischer Zugang zu relevanten Fragestellungen, sondern die Antwort auf die Frage, ob oder in welcher Intensität die Leistungsmotivation des Unternehmens einem öffentlichen Auftrag entspringt. „Je vordringlicher Konzepte der publizistischen Meritorik greifen, desto stärker kann eine gesellschaftliche Aufmerksamkeit unterstellt werden. Der gesellschaftspolitische Lenkungsbedarf kann beispielsweise in journalistischen Massenmedien wünschenswerter erscheinen als z. B. in der digitalbasierten Spiele-Industrie.“
Ob nun aber die Ökonomie lediglich als Hintergrundrauschen publizistischer Inhalteproduktionen eingeordnet wird oder die publizistische Verantwortung der Medien auf der Basis der Normen einer sozialen Marktwirtschaft zu funktionieren ist letztlich abhängig von der Überzeugung, ob die Medienökonomie als eine „reine Ökonomie“ gesehen werde oder als „eine Ökonomie mit gesellschaftlicher Verantwortung.“ Diese Frage ist nach Dreiskämper allerdings „ausschließlich modelltheoretisch relevant; erstens, weil die Ökonomie immer einen gesellschaftlichen Verantwortungsrahmen darstellt und zweitens, weil der Nachweis der besonderen Verantwortung der Medienwirtschaft längst erbracht ist.“
Karmasin und Winter konstatierten schon mehr als zehn Jahre zuvor, dass es erforderlich sei, nicht länger mehr über die Produktion von Medien zu diskutieren als entweder dem Kommerz oder dem Gemeinwohl verpflichtet, sondern über ein Sowohl-als-auch. „Medienmanagement sollte sich deshalb nicht auf die Funktion der Erklärung von Gewinnmaximierungszusammenhängen beschränken, sondern auch die kommunikative Dimension in den Blick nehmen.“

### Die kommunikationswissenschaftliche Sicht auf die Medienökonomie
Medien- und Kommunikationswissenschaftler wie Altmeppen und Karmasin (2003), Schenk und Hensel (1987) nähern sich der Medienökonomie, indem sie hinterfragen und aufzeigen, inwieweit gesellschaftlich normative Faktoren in einer Ökonomie über Medien berücksichtigt werden müssen und welche ökonomischen Aspekte auf das Mediensystem, die Marktstrukturen und die Gesellschaft als Ganzes wirken. „Die Medienökonomie beschränkt sich damit nicht nur auf die Betrachtung ökonomischer Aspekte des Mediensystems, sondern betrachtet auch die Konsequenzen der Ökonomisierung für das gesamte Kommunikations- und Informationssystem einer Gesellschaft.“
Diese Problematik sieht auch Marie-Luise Kiefer und nimmt eindeutig zugunsten der gesellschaftlichen Bedeutung der Publizistik und Kommunikationswissenschaft (PKW) Stellung: In der Medienökonomie, so Kiefer, „handelt es sich um eine Teildisziplin der PKW, die wirtschaftliche und publizistische Phänomene des Mediensystems kapitalistischer Marktwirtschaften mithilfe ökonomischer Theorien untersucht. Bei der Aufgabenbeschreibung ist [...] zwischen einer positiven und einer normativen Version von Medienökonomie zu unterscheiden. Positive Medienökonomie analysiert und erklärt die wirtschaftlichen und publizistischen Phänomene des Mediensystems, normative Medienökonomie entwickelt Gestaltungsoptionen mit Blick auf gesellschaftlich konsentierte Ziele des Mediensystems.“ Kiefer sieht die Grenze zwischen ökonomischem und publizistischem Interesse darin, dass sich die Ökonomie nicht mit den Wirkungen der Mediennutzung auf Rezipientenseite befasse, die PKW aber sehr wohl.

### Die kapitalkritische (polit-ideologische) Sicht auf die Medienökonomie
Einen anderen Zugang als den über die neoklassischen oder die publizistischen Ansätze finden u. a. Manfred Knoche und Gerd Kopper, indem sie darauf hinweisen, dass die Medienökonomie zwar kommunikationswissenschaftlich fundiert sei, es aber im Zuge der Privatisierung und Kommerzialisierung von größter Bedeutung wäre, dass kritische Kapitalismustheorien in die medienökonomischen Analysen einfließen. Auch Kiefer setzt hier einen Teil ihres Erkenntnisinteresses an. In einem durch das Kapital dominierten Gesellschaftssystem habe, so Knoche, die "Medienproduktion und -konsumtion [...] elementare unverzichtbare gesamtökonomische und gesamtgesellschaftliche politisch-ideologische Funktionen für die Herrschaftssicherung und Absicherung des kapitalistischen Wirtschafts- und Gesellschaftssystems [...]."
Christian Steininger begegnet diesem marxistischen Einwand offen in seinem Verständnis über eine Politische Medienökonomie. "Hier lässt sich konstatieren, dass Macht-, Zugangs- und Verteilungskonflikte sowie das Verhältnis von Staat/Politik, Ökonomie, Gesellschaft und Massenkommunikation in den Mittelpunkt von Analyse und Theoriebildung kommunikationswissenschaftlich fundierter Politischer Ökonomien gerückt werden." Damit bekommt, so Steininger und auch Knoche und Kopper, die Analyse des Verhältnisses von Medienindustrie und marktwirtschaftlicher/kapitalistischer Gesellschaft grundlegende Bedeutung.
Der Ausgangspunkt politischer Theorien über die Medienwirtschaft sind Eigentums- und Machtverhältnisse, und hier scheint sich auch das Interesse der Kommunikationswissenschaftler anzudocken. Indem das Wirtschaftssystem und das politische System – zumindest in Bezug auf die Machtverhältnisse – deckungsgleich konstruiert werden, besteht die Angst der Kolonialisierung des publizistischen Systems durch die Ökonomie. Kiefer spricht von der „Kolonialisierung der Publizistik durch die ökonomische Systemrationalität.“
Ob dieser „Kolonialismus“ Ergebnis eines aktiven politisch-ökonomischen Lenkens ist oder ein Automatismus der fortschreitenden Globalisierung und Digitalisierung sowie der Weiterentwicklung der Informations- und Kommunikationstechnologien ist, lässt sich nicht klären. In jedem Fall aber erhält die Medienwirtschaft eine neue Stellung im Gesamtsystem.
Die Sichtung der aktuellen Literatur zeigt deutlich, dass sich die Zielinteressen der Ökonomen erheblich von denen der Kommunikations- und Publizistikwissenschaftler unterscheiden. Auch die kapitalkritischen politischen Ansätze sind nicht geeignet, eine Annäherung zwischen neoklassischer und kommunikationswissenschaftlicher Sicht auf die Medienwirtschaft herzustellen, denn die Kapitalkritik findet zumindest in der neoklassischen Modellwelt keinen Ankerpunkt. Sie wird eher als „Glaubenslehre“ abgetan.

### Die wissenschaftstheoretische Sicht auf die Medienökonomie
In der wissenschaftstheoretischen Verortung der Medienökonomie geht es um die engeren Fragen nach den Voraussetzungen, Methoden und Zielen der Disziplin (vgl. Wissenschaftstheorie).
Eine Wissenschaft kann über ihren Gegenstandsbereich oder ihre Erkenntnisgegenstände definiert werden. Da sich sehr viele Wissenschaften mit Mediengütern, Medienunternehmen und Medienmärkten beschäftigen, macht es in Bezug auf die Definition einer Medienökonomie mehr Sinn, am Erkenntnisinteresse bzw. an der Problemstellung anzusetzen. Die beiden bedeutendsten Problemstellungen sind:
- Das Problem der Knappheit von Ressourcen und das ökonomische Anliegen, die Knappheitssituationen im Interesse der Akteure effizient überwinden zu wollen.
- Das Problem des gesellschaftlichen Zusammenlebens und das damit verbundene sozialpolitische Anliegen, Möglichkeiten der Medien zum gegenseitigen Vorteil ausschöpfen und bewahren zu können.

Während die erste Problemstellung die traditionelle Sicht der Ökonomik widerspiegelt, zeigt die zweite deutlich polit-publizistische Züge.
Anliegen der Ökonomie ist es, Güter- und Dienstleistungsknappheiten nach dem Prinzip der Konsumentensouveränität zu bewältigen. Anliegen der Publizistik ist es, den öffentlichen Auftrag der Medien zur Meinungsbildung zu unterstützen, um Pluralismus und Demokratie in der Gesellschaft zu fördern. Verbunden sind die beiden Anliegen dadurch, dass sich die Medienwirtschaft Einflüssen anderer gesellschaftlicher Funktionsgrößen nicht entziehen kann: weder denen der Politik, noch denen des Kapitals. Während das ökonomische System versucht, Medien so effizient wie möglich herzustellen und zu verteilen und dabei Ressourcenverschwendung ausschließen will, zielen publizistische Untersuchungen darauf ab, festzustellen, ob oder inwieweit die gesellschaftliche Leistung der Medien durch die Kommerzialisierung bzw. zum Zweck rein wirtschaftlicher Erfolgsaussichten instrumentalisiert wird. Hier entsteht ein brisantes Spannungsverhältnis. Um sowohl die ökonomische Bedeutung der Medien und die Funktionsweise der Medienmärkte als auch die politik-publizistischen Positionen verstehen und konstruktiv kritisieren zu können, wird eine Wissenschaft benötigt, die Einsichten über Risiken und Chancen, Stärken und Schwächen unterschiedlich organisierter Mediensysteme generiert und Handlungsempfehlungen für die konkrete Alltagsbewältigung an die Hand gibt.
Der gesamte gesellschaftliche Wertschöpfungsbeitrag der Medienwirtschaft kann in seiner gesamten Facettenbreite aber nicht durch ökonomische Modelle dargestellt werden. Die publizistischen und politischen Effekte würden sich der Messung hartnäckig entziehen. Da es durch diese unterschiedlichen Ansprüche aber zwangsläufig zu doppelten Zielkonflikten kommt (z. B., wenn die Allokations- und Produktionseffizienz in Konflikt gerät mit dem Anspruch der Bewahrung von Meinungsvielfalt und Demokratie), muss hier auf eine strikte Trennung der Erkenntnisziele und Analysemethoden geachtet werden. Diese Trennung führt dazu, dass nicht eine einzige Medienökonomie zu etablieren ist, sondern mindestens zwei: eine deskriptive Variante, die mit den Methoden der Ökonomie Erkenntnisse gewinnt und eine normative Disziplin, die mit kritisch-rationalem Denken, die Auswirkungen gegebener Zustände bewertet und in Bezug auf unterschiedliche Normenvorstellungen Handlungsalternativen aufzeigt, die gewünschte Zustände erreichen helfen. Nur so können die höchst unterschiedlichen Ansprüche – methodologisch sauber getrennt – verfolgt werden.

## Definitionen

### Die deskriptive Medienökonomie
„Die deskriptive Medienökonomie ist eine an betriebs- und branchenwirtschaftlichen Erkenntnissen ausgerichtete Wissenschaft und leistet die wertfreie Analyse von Beschaffung, Transformation (Produktion bzw. Prosumtion) und Distribution medial getragener Güter im Kontext gegebener Rahmenbedingungen, um funktionsfähige Medienmärkte nutzbar zu machen und bedient sich dabei neoklassischer und institutionenökonomischer Modelle“

Die deskriptive Medienökonomie grenzt damit die polit- oder kapital-kritische (normative) Perspektive auf die Medienwirtschaft aus. In diesem Sinne ist die Medienökonomie als Teildisziplin der Wirtschaftswissenschaften einzuordnen.

### Die normative Medienökonomie
Abgrenzend zur deskriptiven, kann eine normative Medienökonomie wie folgt definiert werden:

„Die normative Medienökonomie ist eine an verfassungs- und ordnungspolitischen Erkenntnissen ausgerichtete Wissenschaft und analysiert die durch Medienleistungen getragenen gesellschaftlichen Funktionszusammenhänge mit der Aufgabe, die Bedingungen ökonomisch beeinflusster Massenkommunikation bzw. Herstellung von Öffentlichkeit zu beschreiben, die hinderlich sind, Freiheit, Gleichheit und Chancengerechtigkeit (als vordefinierte Zielnormen) realisieren zu können. Dabei werden die Rahmenbedingungen der Kommunikation als veränderliche Größen in die Analyse mit einbezogen.“

Insofern ist die normative Medienökonomie allerdings methodisch deskriptiv: Sowohl das „Ist“ als auch das „Soll sein“ existieren bereits; einerseits vorgegeben durch den Alltag, andererseits durch Wunschäußerung unterschiedlicher Entitäten (Menschen, Gruppen, Institutionen etc.). Dementsprechend ist es nicht Aufgabe der normativen Medienökonomie, teleologische Theorien aufzustellen oder die Gültigkeit vorgegebener Norm zu begründen. Sie kann sie aber hinterfragen, den Realisierungsgrad analysieren und bewerten sowie Handlungen fordern. Dabei stellt der Ansatz der kapitalkritischen Variante nur eine zugespitzte Sonderform des kommunikationswissenschaftlichen Ansatz dar.
Die Bedeutung einer normativen Variante für die Gesellschaft wächst mit der "Bedeutung des Ökonomischen in den Medien", weil mit der steigenden Dominanz des wirtschaftlichen Handelns die Funktion der Medien als Institution gesellschaftlicher Wirklichkeitskonstruktion aus dem Blickfeld gerät und weil Medien in ihrer Langzeitfunktion als Gedächtnis der Gesellschaft zunehmend durch die Ökonomisierung determiniert werden. In diesem Ansatz wird deutlich, dass alle relevanten Einflussgrößen nicht als Konstante oder Unveränderliche in die Untersuchung eingehen, sondern aktive Bestandteile der Analyse sind.

### Die integrative Medienökonomie
Mit der neuartigen Vernetzung der Medienwirtschaft in alle anderen Teilbereiche des gesellschaftlichen Lebens kann eine medienökonomische Wissenschaft letztendlich nur Schritt halten, wenn sie selbst zur Metatheorie wird, d. h., interdisziplinär wird und dabei auf disziplinäre Dominanzansprüche verzichtet. Das wäre der dritte, der interdisziplinäre bzw. transdisziplinäre Standpunkt neben dem orthodox ökonomischen und dem im politischen Kontext kommunikationswissenschaftlich motivierten. Ein solches integrativ begründetes interdisziplinäres bzw. entdiszipliniertes Forschungskonzept kann wie folgt definiert werden:

„Die integrative Medienökonomie ist ein kritisches und gleichzeitig affirmativ motiviertes Forschungsprogramm, das die Grundlagen, Formen und Folgen einer öffentlichen Kommunikation im Kontext ihrer ökonomischen Verfasstheit untersucht, um den Einfluss ökonomischer Strukturen, Leistungen und Funktionen auf die Herstellung von Öffentlichkeit durch private und institutionelle Individual- und Massenkommunikation aufzudecken und die Ergebnisse im Hinblick auf ihre wirtschaftliche Effizienz und auf ihre Sozialverantwortung zu prüfen.“

Dieses Konzept ist sozial- und kulturwissenschaftlich geprägt und bezieht sich vor dem Hintergrundrauschen ökonomischer Rahmenbedingungen auf zentrale kommunikationswissenschaftliche Objektbereiche wie die Öffentlichkeit und die sie herstellenden Kommunikationsprozesse, um politische Anschlussdiskussionen führen zu können. Allerdings besteht auch deutlich die Gefahr, dass ein solches Forschungsprojekt scheitert, weil es wahrscheinlich nur abstrakte Ergebnisse zu liefern in der Lage ist.

## Das praktische Anliegen der Medienökonomie
Zentrales Anliegen jeder Medienökonomie ist die Vermittlung medienökonomischer Fach- und Methodenkompetenzen. Die Generierung dieser Kompetenzen bedarf der empirisch fundierten Analyse von Prozessen und Auswirkungen einer internationalen Ökonomisierung des Informations-, Kommunikations-, Medien- und Kultursektors. Diese Prozesse werden in engem Zusammenhang mit der Entwicklung von Strukturen, Arbeitspraktiken und Inhalten internationaler Kulturproduktion betrachtet.
Da Medienunternehmen überwiegend kommerziell organisiert sind, Medienprodukte folglich nach Markt- und Wettbewerbsprinzipien bereitgestellt werden und der Erzielung von privatem Gewinn dienen, ist die deskriptive wie auch die normative medienökonomische Analyse für das Verständnis von Kommunikation und Medien grundlegend für alle Studiengänge medienorientierter Berufe.